# Timo Glock
Timo Glock (Lindenfels, 18 marzo 1982) è un pilota automobilistico tedesco, attivo in Formula 1 per sei stagioni e vincitore del campionato GP2 nel 2007. Dal 2013 al 2022 ha corso nel DTM.

## Carriera

### Gli esordi
Nel 1998 Glock conosce il kart e, dopo aver vinto varie gare, nel 2000 passa alla ADAC Formula Junior Cup, dove giunge 11 volte primo su 19 gare, aggiudicandosi il titolo; visto il buon risultato, nel 2001 si trasferisce nella categoria superiore, la Formula BMW ADAC, in cui vince otto gare, vincendo quindi il titolo. Si dedica quindi alla Formula 3, disputando nel 2002 il campionato tedesco, nel quale conclude terzo, e in quello europeo, dove arriva invece quinto. Passato nel 2004 alla Porsche Supercup è contemporaneamente collaudatore della Jordan che lo fa debuttare in Formula 1.

### Tra Champ Car e GP2

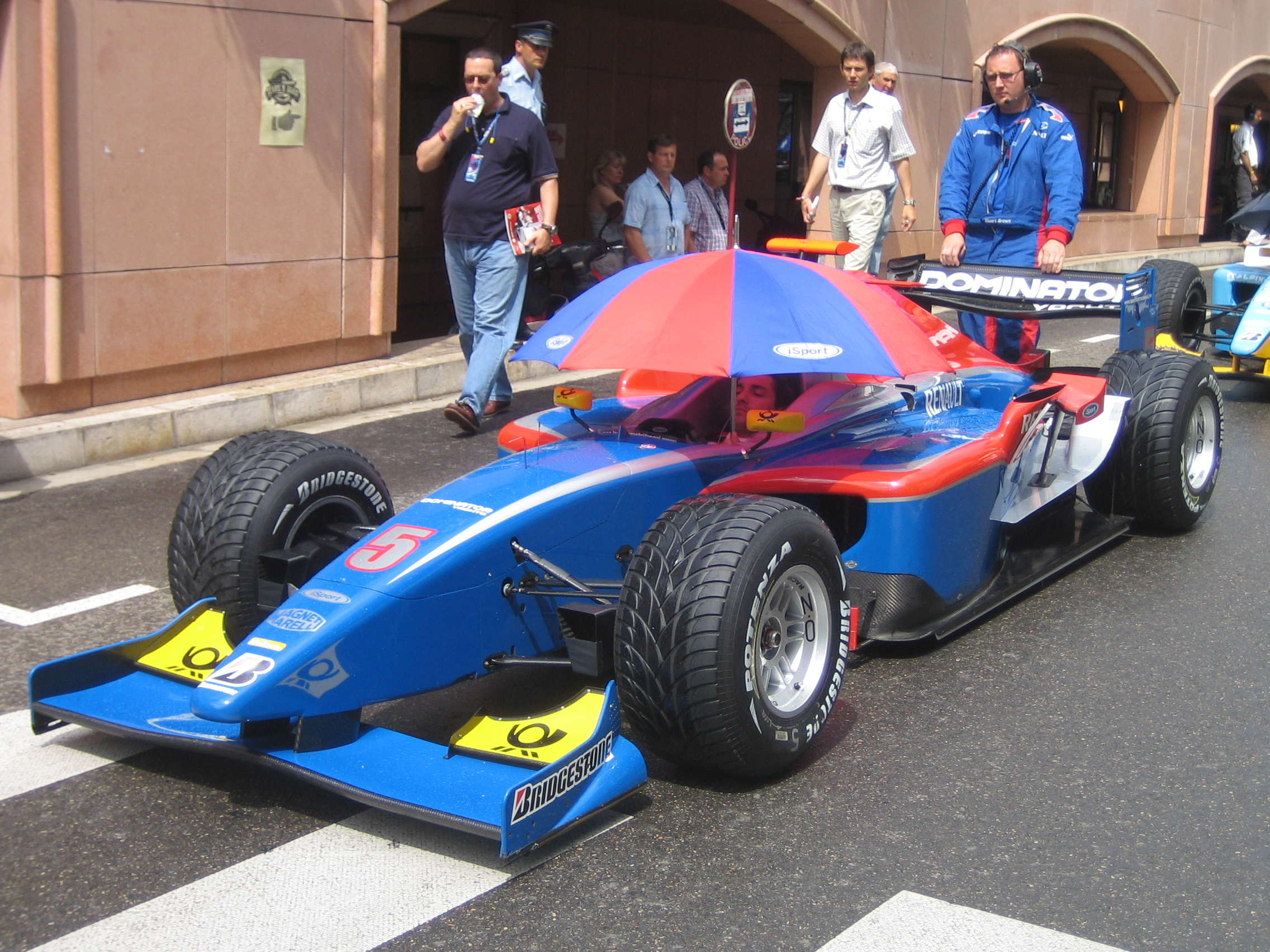
Glock in GP2 nel 2007.

Nel 2005 si trasferisce negli Stati Uniti per gareggiare nel campionato Champ Car con la squadra Rocketsports Racing, disputando una buona stagione e concludendo il campionato all'ottavo posto, ottenendo come miglior prestazione una seconda piazza a Montréal e vincendo il titolo di debuttante dell'anno. Nel 2006 torna poi in Europa nella serie GP2, prima con la squadra BCN Competicion e successivamente con la iSport International (dove sostituisce il francese Gommendy) vincendo la gara lunga in Francia e la gara sprint in Germania, terminando la stagione al 4º posto. Nel 2007 continua a correre in GP2 con la iSport, con la quale vince la sua prima gara in Spagna a Barcellona; vince poi il campionato piloti il 30 settembre 2007, dopo un lungo confronto con il brasiliano Lucas Di Grassi.

### Formula 1

#### 2004: Jordan
Nel 2004 Glock ricopre il ruolo di collaudatore per la Jordan; debutta in Formula 1 nel Gran Premio del Canada, dove sostituisce il titolare Giorgio Pantano dopo che gli sponsor dell'italiano ritardano alcuni pagamenti alla scuderia. Nel Gran Premio d'esordio il pilota tedesco giunge undicesimo, venendo poi avanzato in settima posizione in seguito alla squalifica dei piloti della Williams e della Toyota. Glock torna a sostituire Pantano nelle ultime tre gare della stagione, senza però ripetere l'exploit del debutto.

#### 2007: BMW Sauber
Per il campionato 2007 viene assunto come collaudatore dalla BMW Sauber.

#### 2008-2009: Toyota

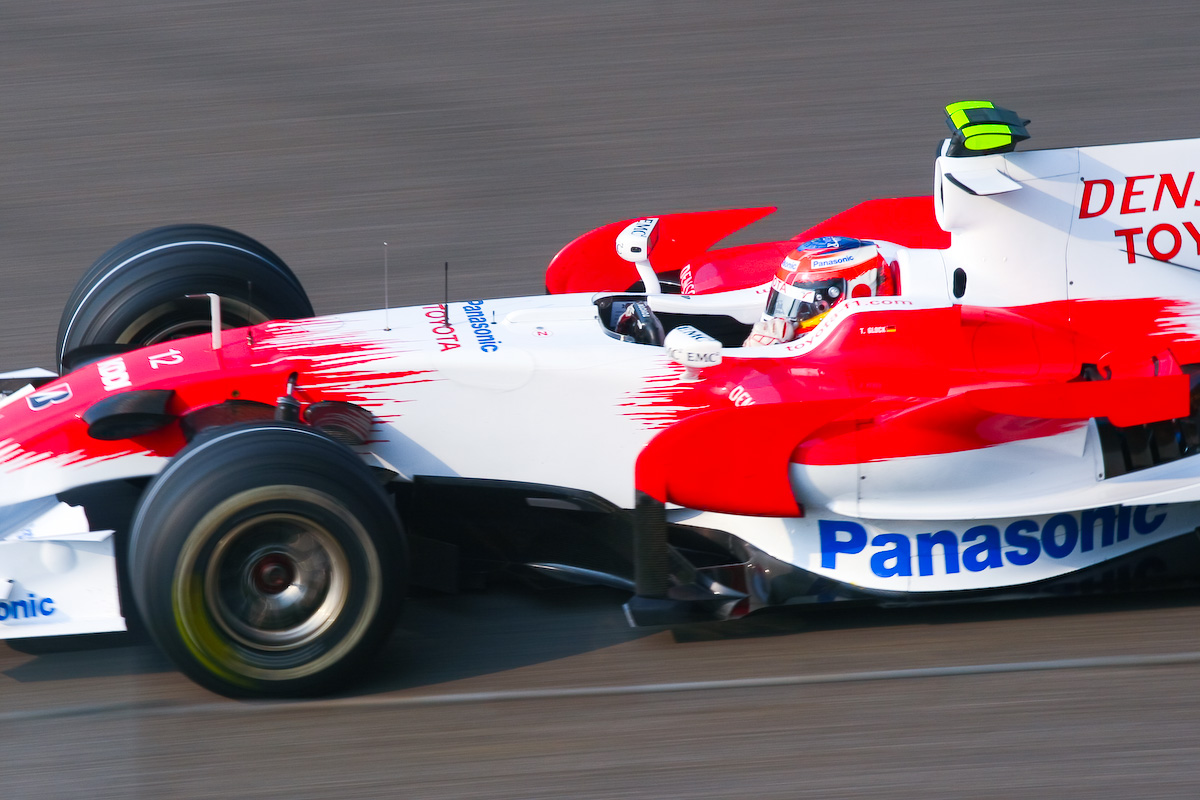
Glock alla guida della sua Toyota durante il Gran Premio della Cina del 2008.

Nel 2008 ritorna in Formula 1 a quattro anni dal suo esordio e viene ingaggiato dalla Toyota al fianco dell'esperto Jarno Trulli; ottiene punti per la prima volta nella stagione nel concitato Gran Premio del Canada, centrando un buon 4º posto. Sfiora già la zona punti in occasione del Gran Premio del Bahrein, dove è giunto nono al traguardo. Dopo diversi risultati deludenti nel corso della stagione, Glock riesce ad arrivare secondo (complice il ritiro a 3 giri dal termine di Felipe Massa) nel Gran Premio d'Ungheria; nei due gran premi seguenti, a Valencia e in Belgio, Glock ottiene altri due piazzamenti a punti, giungendo rispettivamente settimo e ottavo al traguardo; tuttavia, nel secondo gran premio viene penalizzato per un sorpasso effettuato in presenza di bandiere gialle, venendo retrocesso in nona posizione. Alla vigilia del Gran Premio di Singapore la Toyota annuncia ufficialmente la conferma del pilota tedesco per la stagione 2009; Proprio a Singapore Glock conquista un quarto posto. Nell'ultima gara della stagione il pilota tedesco è indirettamente decisivo per l'assegnazione del titolo piloti, quando, in difficoltà con le gomme da asciutto su una pista ormai completamente bagnata, viene superato da Lewis Hamilton alla penultima curva del Gran Premio del Brasile, permettendo così al pilota inglese di conquistare il quinto posto ed il titolo iridato per un punto di vantaggio sul rivale Felipe Massa. La seconda stagione in Toyota inizia in modo molto positivo per Glock che, sfruttando la competitività della monoposto (l'unica, insieme a Williams e Brawn a montare il cosiddetto "doppio diffusore"), conquista quattro piazzamenti a punti nelle prime quattro gare, con un terzo posto nel Gran Premio della Malesia ed un secondo posto in griglia di partenza in Bahrain. Nelle gare successive il pilota tedesco ha un rendimento altalenante, soprattutto a causa delle prestazioni discontinue della monoposto, anche all'interno dello stesso week-end di gara. Nella parte centrale della stagione Glock giunge solo due volte a punti, conquistando però il primo giro più veloce in carriera nel Gran Premio d'Europa, gara conclusa in quattordicesima posizione dopo essere partito tredicesimo; il tempo da lui stabilito in gara resta tuttora il migliore sul circuito di Valencia. A Singapore Glock bissa il miglior risultato in carriera, chiudendo in seconda posizione alle spalle di Hamilton; Glock non prende parte alle prove libere del Gran Premio del Giappone a causa di un'indisposizione, venendo sostituito dal collaudatore Kobayashi; il pilota tedesco ha poi un violento incidente durante le qualifiche, riportando una ferita ad una gamba e la rottura di una vertebra e chiudendo anticipatamente la stagione.

#### 2010-2011: Virgin

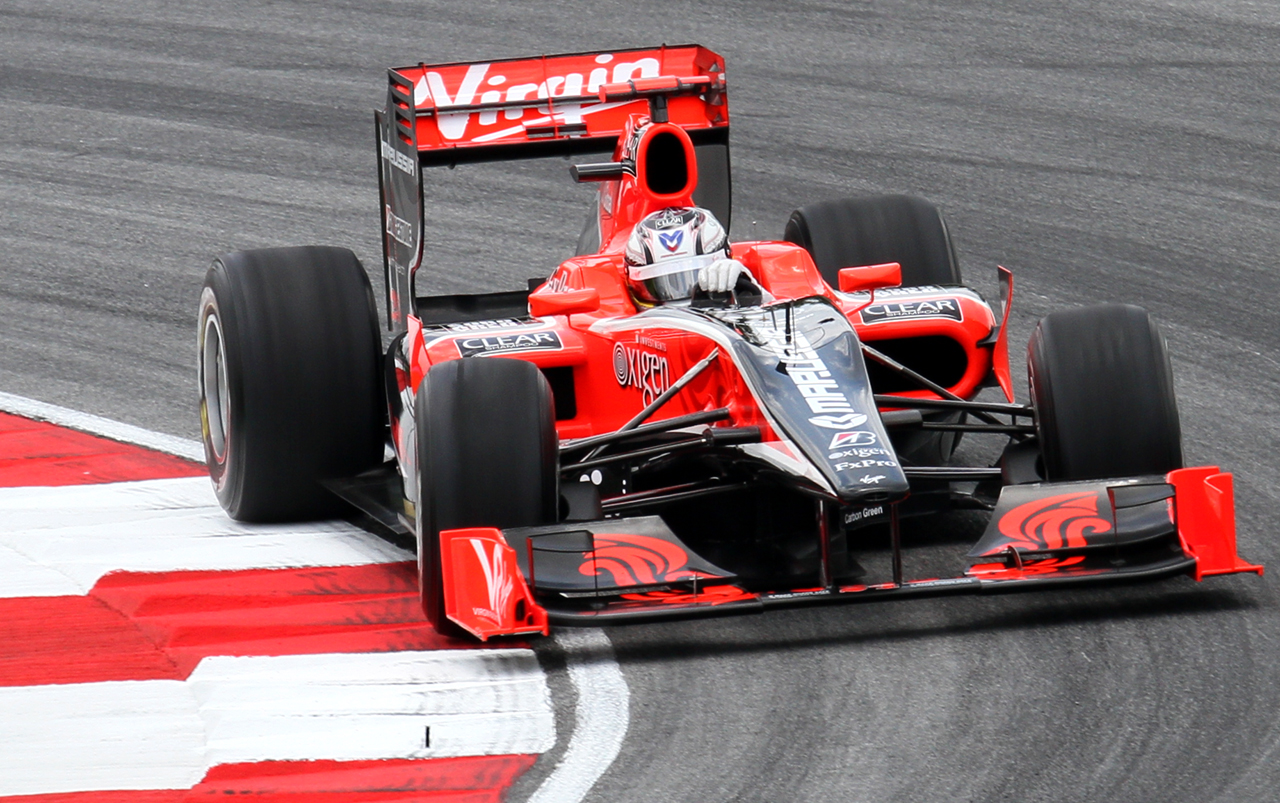
Glock durante le prove libere del Gran Premio della Malesia 2010.

Nel 2010, dopo l'abbandono della Toyota, Glock ottiene un volante con la Virgin; l'inizio di stagione è molto difficile: così come le altre vetture dei team esordienti, la Virgin accusa pesanti distacchi dalle altre squadre, e la vettura viene spesso colpita da problemi di affidabilità. Dopo quattro ritiri consecutivi nelle prime quattro gare, nel Gran Premio di Spagna Glock giunge al traguardo per la prima volta nella stagione, chiudendo in diciottesima posizione; nel resto del campionato Glock contende ai due piloti della Lotus Racing il ruolo di miglior pilota dei team esordienti, riuscendo a prevalere diverse volte in qualifica. Nel Gran Premio di Singapore e in quello di Corea il pilota tedesco occupa per diversi giri posizioni di centro classifica, dovendo però ritirarsi in entrambe le occasioni; chiude il campionato senza far segnare punti, con un quattordicesimo posto come miglior risultato in gara. Il pilota tedesco viene confermato dalla Virgin, nel frattempo rinominata Marussia Virgin Racing a seguito dell'acquisto della maggioranza delle azioni da parte della Marussia Motors, anche per il campionato 2011 a fianco dell'esordiente belga Jérôme d'Ambrosio; in questa stagione Timo si ritrova una vettura più competitiva e affidabile dopo l'accordo di collaborazione con la McLaren, ma non riesce né a spiccare nelle gare né a conquistare punti anche a causa della mancanza del Kers. In vista del Gran Premio di Germania 2011, viene ufficializzato il rinnovo contrattuale del pilota tedesco con la Virgin fino al 2014.

#### 2012: Marussia

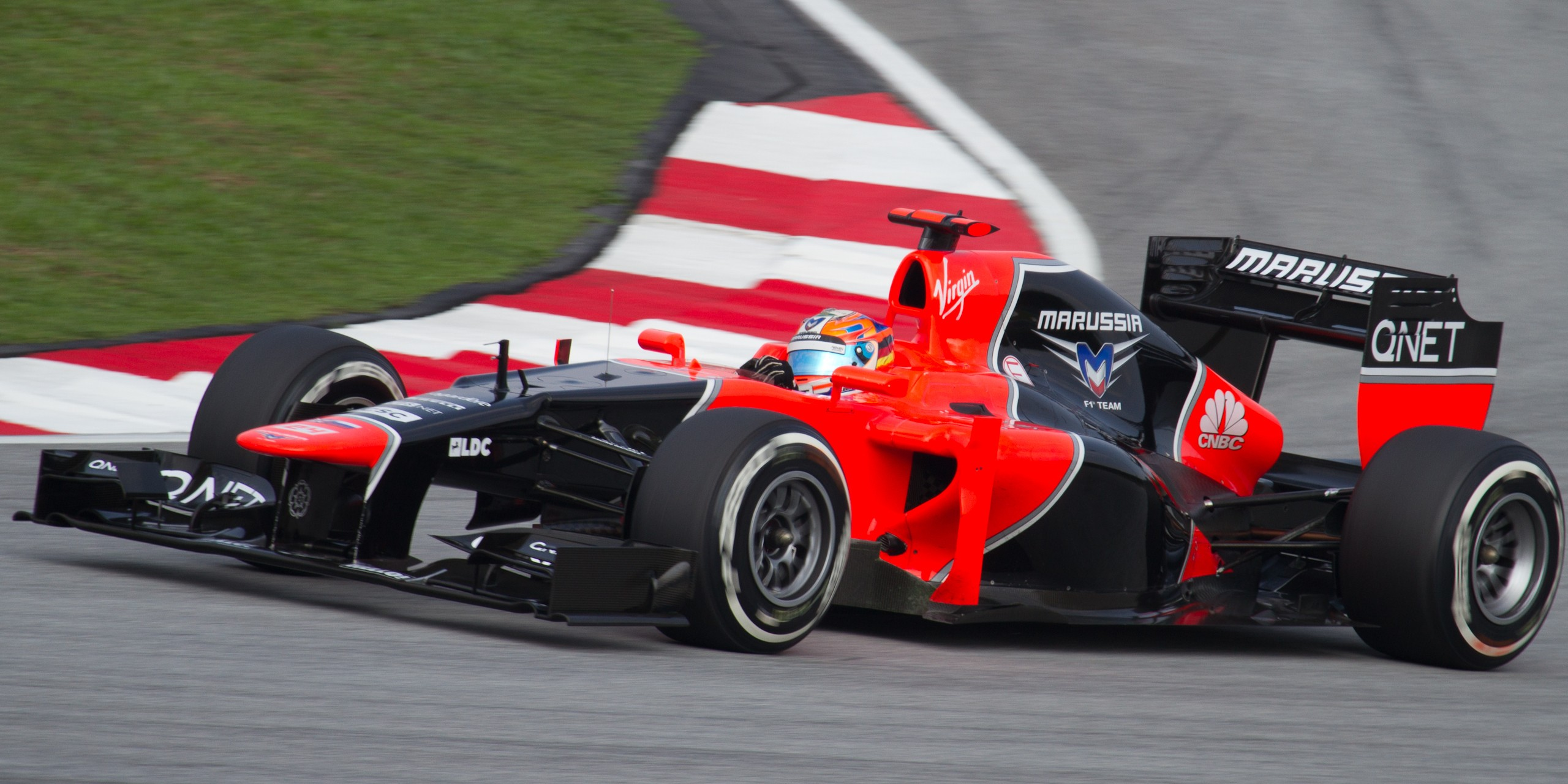
Timo Glock a bordo della Marussia al Gran Premio della Malesia 2012

Nel 2012, come nelle due stagioni precedenti, la Virgin, nel frattempo rinominata Marussia, si rivela poco competitiva al punto di relegare Timo nelle ultime file dello schieramento. L'affidabilità è, però, migliorata, tanto da permettere al pilota tedesco di giungere sempre al traguardo nelle prime sei gare della stagione, con due quattordicesimi posti (in Australia e a Monaco) come migliori risultati. Glock è costretto a saltare il Gran Premio d'Europa per un'indisposizione, tornando a correre regolarmente dal Gran Premio di Gran Bretagna.
Nel Gran Premio di Singapore Glock approfitta dello svolgimento piuttosto caotico della gara per tagliare il traguardo in dodicesima posizione, ottenendo il miglior risultato della storia della scuderia e permettendo alla Marussia di scavalcare la Caterham nella lotta per il decimo posto nella classifica costruttori. Nel Gran Premio del Brasile, caratterizzato da vari scrosci d'acqua che rimescolano l'ordine del gruppo, Glock si mette in luce nelle prime fasi di corsa, nelle quali giunge ad occupare la settima posizione; tuttavia, in seguito ad un tamponamento di Jean-Éric Vergne, la sua vettura è pesantemente danneggiata, impedendogli di fare meglio del sedicesimo posto finale. Per la terza stagione di fila Glock chiude senza punti in classifica generale. Il 21 gennaio 2013 la Marussia e il pilota tedesco annunciano di aver posto fine consensualmente al contratto che li lega; la scelta viene motivata con la difficile situazione economica della scuderia russa.

### DTM

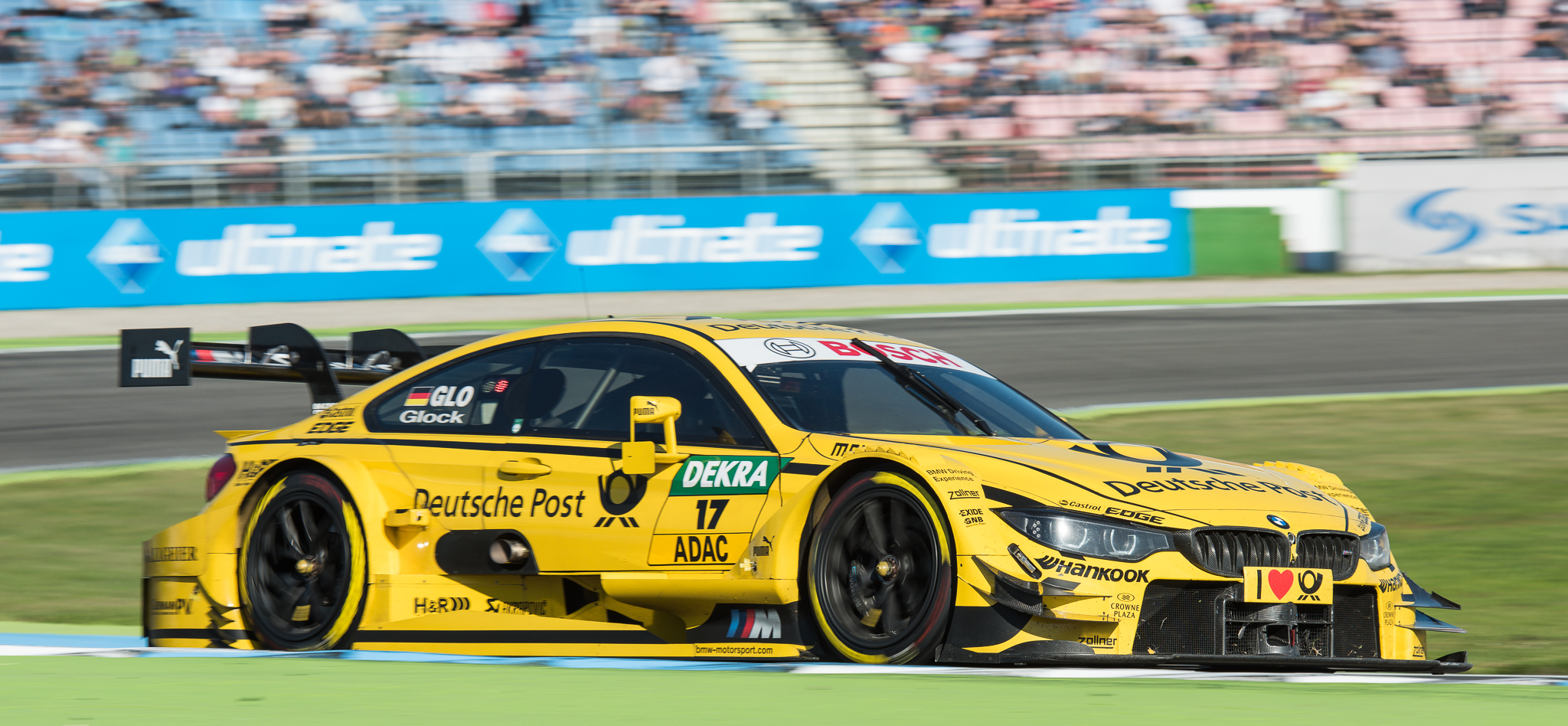
Timo Glock, Deutsche Tourenwagen Masters 2014 - Hockenheimring

Conclusa la carriera in Formula 1, dal 2013 Glock corre nel DTM con il Team MTEK che impiega vetture BMW; il pilota tedesco ottiene i primi punti alla terza gara, chiusa al terzo posto. Dopo una serie di piazzamenti fuori dai punti, nell'ultima gara della stagione Glock ottiene la sua prima vittoria nella categoria, chiudendo al nono posto nella classifica generale. Glock continua a correre nel DTM con la stessa squadra anche nel 2014 e nel 2015, piazzandosi rispettivamente sedicesimo e quindicesimo in classifica e conquistando una vittoria nel 2015.

## Risultati

### GP2
| Stagione | Squadra                                            | 1   | 2   | 3   | 4   | 5   | 6   | 7   | 8   | 9   | 10  | 11  | 12  | 13  | 14  | 15  | 16  | 17  | 18  | 19  | 20  | 21  | Punti | Pos. |
| -------- | -------------------------------------------------- | --- | --- | --- | --- | --- | --- | --- | --- | --- | --- | --- | --- | --- | --- | --- | --- | --- | --- | --- | --- | --- | ----- | ---- |
| 2006     | BCN Competición (1-9) iSport International (10-21) | VAL | VAL | SMR | SMR | EUR | EUR | ESP | ESP | MON | GBR | GBR | FRA | FRA | GER | GER | HUN | HUN | TUR | TUR | ITA | ITA | 58    | 4º   |
| 2006     | BCN Competición (1-9) iSport International (10-21) | 16  | 8   | 7   | 4   | 17  | Rit | 11  | 10  | Rit | 2   | 6   | 1   | 4   | 3   | 1   | 2   | 5   | 4   | 4   | Rit | NP  | 58    | 4º   |
| 2007     | iSport International                               | BHR | BHR | ESP | ESP | MON | FRA | FRA | GBR | GBR | EUR | EUR | HUN | HUN | TUR | TUR | ITA | ITA | BEL | BEL | VAL | VAL | 88    | 1º   |
| 2007     | iSport International                               | 2   | 2   | 2   | 1   | 3   | Rit | Rit | Rit | Rit | 1   | 5   | 10  | Rit | 4   | 1   | 3   | 1   | 17  | NP  | 7   | 1   | 88    | 1º   |

### Formula 1
| 2004 | Scuderia | Vettura |    |    |    |    |    |    |    |   |    |    |    |    |    |    |    |    |    |    |  |  | Punti | Pos. |
| ---- | -------- | ------- | -- | -- | -- | -- | -- | -- | -- | - | -- | -- | -- | -- | -- | -- | -- | -- | -- | -- |  |  | ----- | ---- |
| 2004 | Jordan   | EJ14    | TP | TP | TP | TP | TP | TP | TP | 7 | TP | TP | TP | TP | TP | TP | TP | 15 | 15 | 15 |  |  | 2     | 19º  |

| 2008 | Scuderia | Vettura |     |     |   |    |    |    |   |    |    |     |   |   |   |    |   |     |   |   |  |  | Punti | Pos. |
| ---- | -------- | ------- | --- | --- | - | -- | -- | -- | - | -- | -- | --- | - | - | - | -- | - | --- | - | - |  |  | ----- | ---- |
| 2008 | Toyota   | TF108   | Rit | Rit | 9 | 11 | 13 | 12 | 4 | 11 | 12 | Rit | 2 | 7 | 9 | 11 | 4 | Rit | 7 | 6 |  |  | 25    | 10º  |

| 2009 | Scuderia | Vettura |   |   |   |   |    |    |   |   |   |   |    |    |    |   |    |     |     |  |  |  | Punti | Pos. |
| ---- | -------- | ------- | - | - | - | - | -- | -- | - | - | - | - | -- | -- | -- | - | -- | --- | --- |  |  |  | ----- | ---- |
| 2009 | Toyota   | TF109   | 4 | 3 | 7 | 7 | 10 | 10 | 8 | 9 | 9 | 6 | 14 | 10 | 11 | 2 | SP | INF | INF |  |  |  | 24    | 10º  |

| 2010 | Scuderia | Vettura |     |     |     |    |    |     |    |     |    |    |    |    |    |    |     |    |     |    |     |  | Punti | Pos. |
| ---- | -------- | ------- | --- | --- | --- | -- | -- | --- | -- | --- | -- | -- | -- | -- | -- | -- | --- | -- | --- | -- | --- |  | ----- | ---- |
| 2010 | Virgin   | VR-01   | Rit | Rit | Rit | NP | 18 | Rit | 18 | Rit | 19 | 18 | 18 | 16 | 18 | 17 | Rit | 14 | Rit | 20 | Rit |  | 0     | 25º  |

| 2011 | Scuderia | Vettura |    |    |    |    |    |     |    |    |    |    |    |    |    |     |    |    |     |    |     |  | Punti | Pos. |
| ---- | -------- | ------- | -- | -- | -- | -- | -- | --- | -- | -- | -- | -- | -- | -- | -- | --- | -- | -- | --- | -- | --- |  | ----- | ---- |
| 2011 | Virgin   | MVR-02  | NC | 16 | 21 | NP | 19 | Rit | 15 | 21 | 16 | 17 | 17 | 18 | 15 | Rit | 20 | 18 | Rit | 19 | Rit |  | 0     | 25º  |

| 2012 | Scuderia | Vettura |    |    |    |    |    |    |     |    |    |    |    |    |    |    |    |    |    |    |    |    | Punti | Pos. |
| ---- | -------- | ------- | -- | -- | -- | -- | -- | -- | --- | -- | -- | -- | -- | -- | -- | -- | -- | -- | -- | -- | -- | -- | ----- | ---- |
| 2012 | Marussia | MR01    | 14 | 17 | 19 | 19 | 18 | 14 | Rit | SP | 18 | 22 | 21 | 15 | 17 | 12 | 16 | 18 | 20 | 14 | 19 | 16 | 0     | 20º  |

| Legenda | 1º posto     | 2º posto | 3º posto    | A punti         | Senza punti/Non class.  | Grassetto – Pole position Corsivo – Giro più veloce |
| Legenda | Squalificato | Ritirato | Non partito | Non qualificato | Solo prove/Terzo pilota | Grassetto – Pole position Corsivo – Giro più veloce |